# Yo fui una callejera
Yo fui una callejera o Carpera, es una película de comedia musical mexicana de 1952 dirigida por Joselito Rodríguez y protagonizada por Meche Barba y Antonio Aguilar.

## Argumento
Elena (Meche Barba) y su hermano "El Pichi" (Freddy Fernández "El Pichi") viven con su padre alcohólico (Pedro de Urdimalas) y su madrastra (Emma Roldán), quien los explota. A Elena le regalan unos zapatos pero la madrastra se los quita. Ella los recupera y huye de su casa. Mientras anda deambulando por la calle, escucha una pelea entre Rodolfo (Abel Salazar) y un hombre llamado Ramón (Carlos Múzquiz), al cual le exige dinero. Yolanda (Estela Matute), la novia de Ramón, ve a Elena y se la lleva a dormir a la carpa donde trabaja, después la arregla y la enseña a bailar. Elena triunfa en la carpa pero pelea con "El Pichi" cuando este la regaña por bailar con poca ropa. Rodolfo, dueño de la carpa, se da cuenta de que Elena se parece a una antigua amante que fue su perdición y murió. Elena se enamora de él pero quiere casarse. Rodolfo asalta una joyería y se da cuenta de que Ramón le ha vuelto a robar. Denunciado por este último, Rodolfo y su banda se enfrentan a tiros con la policía. El dueño de la carpa llega herido a su boda con Elena, le confiesa a ésta que dicha ceremonia era falsa y finalmente muere. Alejandro (Antonio Aguilar), el encargado de la Carpa sirve de cobijo a Elena, a quién ama en secreto.

## Reparto
- Meche Barba ... Elena
- Antonio Aguilar ... Alejandro
- Abel Salazar ... Ramón
- Freddy Fernández "El Pichi" ... El Pichi
- Emma Roldán ... Madrastra de Elena
- Pedro de Urdimalas ... Padre de Elena
- Carlos Múzquiz ... Ramón
- Estela Matute ... Yolanda
- Jaime Fernández ... Vecino
- Pablo Marichal ... Pablito "Pulga"
- Fernando Fernández ... (Intervención musical)
- Luis Aguilar ... (Intervención musical)

## Comentarios
De nuevo en ambiente de arrabal, la rumbera mexicana Meche Barba protagonizó Yo fui una callejera, en la cual sortea algunos obstáculos, luego de enredarse con varios hombres de dudosa calidad moral, que van del torvo Carlos Múzquiz al hampón arrepentido Abel Salazar; además de congeniar con unos progenitores siniestros, interpretados por Emma Roldán y Pedro de Urdimalas, uno de los guionistas del filme. Luis Aguilar y Fernando Fernández (otras parejas fílmicas de la actriz), aparecen en breves intervenciones musicales especiales. Fue la primera película del popular actor y cantante Antonio Aguilar.